# Sjarhej Dalidowitsch
Sjarhej Dalidowitsch (belarussisch Сяргей Далідовіч; russisch Сергей Николаевич Долидович / Sergei Nikolajewitsch Dolidowitsch; * 18. Mai 1973 in Orscha, Weißrussische SSR, Sowjetunion) ist ein ehemaliger belarussischer Skilangläufer. Er startet seit mehr als 20 Jahren bei internationalen Rennen und nahm seit 1994 an sieben Olympischen Winterspielen teil.

## Werdegang

### Erste Jahre
Sein internationales Debüt gab Dalidowitsch bei zwei FIS-Rennen Anfang Dezember 1993 in Tauplitz. Nach guten Ergebnissen dort gab er am 11. Dezember 1993 bereits sein Debüt im Skilanglauf-Weltcup. Obwohl er in seinen ersten Rennen ohne Erfolge blieb, reiste er als Teil der belarussischen Mannschaft zu den Olympischen Winterspielen 1994 in Lillehammer. Nach Rang 70 über 10 km und Rang 37 über 30 km ging er beim Einzelrennen über 50 km nicht an den Start. In der Verfolgung landete er auf Platz 51, bevor der 20-Jährige mit der Mannschaft im Staffelrennen auf den 12. Platz lief.
Auch in den folgenden Weltcups blieb er ohne Platzierung in den Punkterängen. Bei den Nordischen Skiweltmeisterschaften 1995 in Thunder Bay lief Dalidowitsch über 10 km auf Platz 47, bevor er über 50 km den 51. Platz erreichte. Bei der Winter-Universiade 1995 in Candanchú errang er den 26. Platz über 15 km klassisch.
Bei seinem zweiten Weltcup-Rennen der Saison 1995/96 in Gällivare lief er als 26. über 15 km im freien Stil erstmals in die Weltcup-Punkteränge. Bis zum Saisonende und dem Rennen in Falun blieb es die einzige Punkteplatzierung von Dalidowitsch. Zu Beginn der Saison 1996/97 startete er für ein Rennen im Skilanglauf-Continental-Cup, kam aber nach Rang sieben in Kittilä wieder zurück in den Weltcup.
Obwohl er in Oberstdorf und Hakuba in die Punkteränge lief, kam er vor den Nordischen Skiweltmeisterschaften 1997 in Trondheim in Muju noch einmal bei der Winter-Universiade 1997 zum Einsatz, wobei er beim ersten Rennen über 15 km als Zweiter eine sehr gute Podestplatzierung erreichte. Zudem holte er dort Silber mit der Staffel. Bei den Weltmeisterschaften verpasste er als 35. über 30 km und 43. über 10 km im Klassischen Stil erneut eine Top-Platzierung deutlich. In der Verfolgung über 25 km überraschte Dalidowitsch jedoch mit einem guten 20. Platz, bevor er im Einzel über 50 km sogar auf Platz 12 lief.

### 1998 bis 2001
Obwohl Dalidowitsch auch weiter im Weltcup keine vorderen Plätze gelangen reiste er nach Nagano zu seinen zweiten Olympischen Winterspielen. Nachdem er das Einzelrennen über 10 km nicht beenden konnte, landete er im Einzel über 30 km auf Platz 36. Im Einzelrennen über 50 km belegte er Rang 31, bevor er mit der 4 × 10-km-Staffel den 14. Platz erreichte. Zu Beginn der Saison 1998/99 gelang ihm in Davos wieder der Lauf in die Punkteränge. Nachdem er wenig später bei den Winter-Universiade 1999 in Štrbské Pleso Bronze in der Verfolgung, Silber mit der Staffel und Gold über 30 km Freistil gewinnen konnte, gehörte er zur Mannschaft bei den Nordischen Skiweltmeisterschaften 1999 in Ramsau am Dachstein. Nach Platz 32 über 30 km im freien Stil landete Dalidowitsch über 10 km im klassischen Stil nur auf einem schwachen 43. Platz. Besser verliefen für ihn die weiteren zwei Wettbewerbe. So lief er in der Verfolgung über 25 km auf dem 26. Platz ins Ziel. Sein bestes Resultat erreichte er mit dem 21. Platz über 50 km.
In die Saison 1999/00 startete Dalidowitsch mit einem guten 19. Platz beim Weltcup in Sappada. Wenig später gewann er in Kirowsk erneut ein FIS-Rennen. Trotz dieses Erfolgs pausierte er bis Dezember international. Erst am 8. Dezember 2000 kam er in Santa Caterina wieder bei einem Weltcup-Rennen zum Einsatz und lief über 10 km als Zehnter erstmals unter die besten zehn. Bei den wenige Wochen später in Lahti ausgetragenen Nordischen Skiweltmeisterschaften 2001 lief Dalidowitsch in der Verfolgung auf den 28. Platz, bevor er im Einzelrennen über 50 m auf dem 19. Platz ins Ziel kam. Nach zwei Punkterängen in Kawgolowo und Borlänge gewann Dalidowitsch in Kuopio seinen ersten Weltcup über die 60-km-Langdistanz.

### 2002 bis 2004
Obwohl er nach seinem Weltcup-Sieg zum Ende der Saison 2000/01 keine Erfolge zu Beginn der folgenden Saison 2001/02 erreichte, ging er im Februar bei den Olympischen Winterspielen 2002 in Salt Lake City. Erstmals erreichte er dabei in einem olympischen Rennen die Top 20 und beendete das Einzelrennen über 30 km auf dem 14. Platz. Mit der Staffel landete er auf Platz 15. Trotz des guten Ergebnisses im Einzellauf bestritt Dalidowitsch bis zum Ende der Saison keinen Weltcup mehr.
Ein Jahr später bei den Nordischen Skiweltmeisterschaften 2003 im italienischen Val di Fiemme wurde der Lauf über 30 km erstmals als Massenstart ausgetragen. Jedoch kam der Belarusse dabei nicht über den 32. Platz hinaus. Überraschend belegte er bei der folgenden 2 × 10-km-Doppelverfolgung den 12. Platz.
In die Saison 2003/04 startete Dalidowitsch zunächst im Continentalcup und wechselte im Dezember schließlich wieder in Weltcup, wo er beim Rennen in Toblach als Sechster nach langer Zeit wieder einen Top-10-Rang erreichte. Auch in Ramsau bewies er als 14. seine gute Laufleistung. Bis zum Ende der Saison konnte er an diese Erfolge jedoch nicht mehr anknüpfen. Im April 2004 erreichte Dalidowitsch noch einmal zwei Top-10-Ränge im Continentalcup von Murmansk.

### 2005 bis 2009
Nachdem Dalidowitsch im Dezember 2004 in Ramsau als Vierter über 30 km einen erneuten Weltcup-Podestplatz nur knapp verpasst hatte, gehörte er bei den Nordischen Skiweltmeisterschaften 2005 in Oberstdorf erneut zum Kader der Belarussen. Nach Rang 36 über 15 km lief er in der Doppelverfolgung auf einen sehr guten sechsten Platz. Beim erstmals ausgetragenen Teamsprint belegte er mit seinem Partner Rang zehn. Im Massenstart-Einzel über 50 km lief Dalidowitsch noch einmal auf Rang 20.
Mit mittlerweile 32 Jahren nahm Dalidowitsch in Turin 2006 an seinen vierten Olympischen Winterspielen teil. Nachdem er aber nach einem ersten Doping-Test wegen eines zu hohen Hämoglobin-Werts eine Schutzsperre von fünf Tagen auferlegt. Auch nach einem weiteren Test in Minsk und erneut hohen Werten wurde die Sperre um weitere fünf Tage verlängert. Nach seiner Freigabe startete er am letzten Tag der Spiele noch im Einzel über 50 km und kam dabei auf einen guten 12. Platz. Dabei führte Dalidowitsch lange Zeit das Rennen an, stieß aber zwei Kilometer vor dem Ziel mit einem österreichischen Trainer zusammen, der einen seiner Athleten verpflegen wollte und stürzte. Auch zum Saisonende beim Weltcup in Oslo zeigte er als 14. über die gleiche Strecke eine ähnlich gute Leistung. Auch zur Saison 2006/07 gehörte Dalidowitsch wieder zum A-Kader im Weltcup. Die Tour de Ski 2006/2007 beendete er auf dem 38. Platz. Bei den Nordischen Skiweltmeisterschaften 2007 in Sapporo konnte er im Einzel über 15 km als 12. auf einen guten Platz laufen, bevor er mit der Staffel über 4 × 10 km nur einen enttäuschenden 13. Platz landete. Im Einzelrennen über 50 km erreichte er das Ziel nicht und musste aufgeben. Wenig später stand Dalidowitsch beim Eastern Europe Cup in Krasnogorsk als Zweiter über 15 km nach langen wieder auf einem Podestrang.
Im Januar 2009 gelang es Dalidowitsch in Rybinsk als Dritter auch im Weltcup wieder aufs Podest zu laufen. Daraufhin reiste er als Anwärter auf eine Medaille zu den Nordischen Skiweltmeisterschaften 2009 in Liberec. Jedoch verpasste er dort als Fünfter über 50 km knapp eine Medaille. Ende März 2009 wurde er beim Skilanglauf-Weltcup in Falun wegen Überschreitung des Hämoglobin-Grenzwerts mit einer fünftägigen Schutzsperre belegt.

### Seit 2010
Nachdem Dalidowitsch im Januar 2010 in Rybinsk erneut ein Top-10-Platz gelungen war, reiste er wenig später zu den Olympischen Winterspielen in Vancouver. Bei seinen nunmehr fünften Spielen musste der mittlerweile 36-Jährige sich der jüngeren Konkurrenz geschlagen geben und errang keine vorderen Platzierungen.
Überraschen konnte Dalidowitsch noch einmal bei den Nordischen Skiweltmeisterschaften 2011 in Oslo. Im Verfolgungsrennen über 30 km scheiterte er nur knapp an seiner ersten Weltmeisterschaftsmedaille und wurde Vierter. Auch über 50 km kam er als guter Zehnter ins Ziel. Im April 2011 siegte er beim Murmansk Skimarathon über 50 km Freistil. Nach der Saison 2010/11 wollte sich Dalidowitsch schließlich vom internationalen Skisport zurückziehen, änderte aber seine Meinung nochmal, da er noch einmal an Olympischen Spielen teilnehmen wollte.
Mit der Tour de Ski 2011/2012 bestritt er zum zweiten Mal diesen Traditionswettbewerb komplett und landete nach guten Einzelergebnissen auf Rang 31. Nach durchwachsenen Leistungen gelang es Dalidowitsch bei den Belarussischen Meisterschaften 2013 in Minsk erstmals, einen nationalen Titel über 15 km im freien Stil zu gewinnen. Zudem gewann er Silber im Skiathlon. Ende März 2013 siegte er beim Murmansk Skimarathon über 50 km Freistil.
In seinem 20. Jahr im Weltcup gelang ihm mit Rang 27 bei der Tour de Ski 2013/2014 sein bislang bestes Resultat bei der Tour. Daraufhin reiste der mittlerweile 40-Jährige zu seinen mittlerweile sechsten Olympischen Winterspielen 2014 in Sotschi. Nach Rang 34 im Skiathlon lief er 15 km im klassischen Stil als 53. ins Ziel. Mit der Staffel landete er auf dem 14. Platz. Im Einzelrennen über 50 km belegte er Rang 5. Im April 2014 gewann er wie im Vorjahr beim Murmansk marathon über 50 km Freistil. Bei den Nordischen Skiweltmeisterschaften 2015 in Falun belegte er den 19. Platz über 15 km Freistil, den 14. Rang mit der Staffel und den 11. Platz im Teamsprint. Im Sommer 2015 gewann er in Madona im Verfolgungsrennen. Im März 2016 siegte er beim Murmansk Skimarathon über 50 km Freistil.
2018 trat Dalidowitsch zum siebenten Mal bei Olympischen Spielen an. Er ist weltweit der erste Skilangläufer, der diese Teilnahmezahl erreichte. Allerdings bestritt er bei diesen Spielen nur den Skiathlon, in welchem er nach wenigen Kilometern das Rennen aufgab.

## Teilnahmen an Weltmeisterschaften und Olympischen Winterspielen

### Olympische Spiele
- 1994 Lillehammer: 12. Platz Staffel, 37. Platz 30 km Freistil, 51. Platz 25 km Verfolgung, 70. Platz 10 km klassisch
- 1998 Nagano: 14. Platz Staffel, 31. Platz 50 km Freistil, 36. Platz 30 km klassisch
- 2002 Salt Lake City: 14. Platz 30 km Freistil Massenstart, 15. Platz Staffel
- 2006 Turin: 12. Platz 50 km Freistil Massenstart
- 2010 Vancouver: 25. Platz 50 km klassisch Massenstart, 35. Platz 15 km Freistil
- 2014 Sotschi: 5. Platz 50 km Freistil Massenstart, 14. Platz Staffel, 33. Platz 30 km Skiathlon, 53. Platz 15 km klassisch
- 2018 Pyeongchang: DNF im Skiathlon

### Nordische Skiweltmeisterschaften
- 1995 Thunder Bay: 47. Platz 10 km klassisch, 51. Platz 50 km Freistil
- 1997 Trondheim: 7. Platz Staffel, 12. Platz 50 km klassisch, 20. Platz 25 km Verfolgung, 35. Platz 30 km Freistil, 43. Platz 10 km klassisch
- 1999 Ramsau: 13. Platz Staffel, 21. Platz 50 km klassisch, 26. Platz 25 km Verfolgung, 32. Platz 30 km Freistil, 43. Platz 10 km klassisch
- 2001 Lahti: 9. Platz Staffel, 19. Platz 50 km Freistil, 28. Platz 20 km Verfolgung
- 2003 Val di Fiemme: 12. Platz 2 × 10 km Doppelverfolgung, 27. Platz 50 km Freistil, 32. Platz 30 km klassisch Massenstart
- 2005 Oberstdorf: 6. Platz 30 km Skiathlon, 10. Platz Teamsprint Freistil, 20. Platz 50 km klassisch Massenstart, 36. Platz 15 km Freistil
- 2007 Sapporo: 12. Platz 15 km Freistil, 13. Platz Staffel
- 2009 Liberec: 5. Platz 50 km Freistil Massenstart, 26. Platz 30 km Skiathlon
- 2011 Oslo: 4. Platz 30 km Skiathlon, 10. Platz 50 km Freistil Massenstart
- 2013 Val di Fiemme: 10. Platz Teamsprint Freistil, 14. Platz Staffel, 61. Platz 15 km Freistil
- 2015 Falun: 11. Platz Teamsprint Freistil, 14. Platz Staffel, 19. Platz 15 km Freistil

## Platzierungen im Weltcup

### Weltcup-Statistik
Die Tabelle zeigt die erreichten Platzierungen im Einzelnen.
- 1.–3. Platz: Anzahl der Podiumsplatzierungen
- Top 10: Anzahl der Platzierungen unter den ersten zehn
- Punkteränge: Anzahl der Platzierungen innerhalb der Punkteränge
- Starts: Anzahl gelaufener Rennen in der jeweiligen Disziplin
- Hinweis: Bei den Distanzrennen erfolgt die Einordnung gemäß FIS.

| Platzierung         | Distanzrennen a | Distanzrennen a | Distanzrennen a | Distanzrennen a | Distanzrennen a | Skiathlon Verfolgung | Sprint | Etappen- rennen b | Gesamt | Team c | Team c  |
| Platzierung         | ≤ 5 km          | ≤ 10 km         | ≤ 15 km         | ≤ 30 km         | > 30 km         | Skiathlon Verfolgung | Sprint | Etappen- rennen b | Gesamt | Sprint | Staffel |
| ------------------- | --------------- | --------------- | --------------- | --------------- | --------------- | -------------------- | ------ | ----------------- | ------ | ------ | ------- |
| 1. Platz            |                 |                 |                 |                 | 1               |                      |        |                   | 1      |        |         |
| 2. Platz            |                 |                 |                 |                 |                 |                      |        |                   |        |        |         |
| 3. Platz            |                 |                 | 1               |                 |                 |                      |        |                   | 1      |        |         |
| Top 10              |                 |                 | 4               | 2               | 2               | 3                    |        |                   | 11     | 2      | 1       |
| Punkteränge         |                 | 5               | 18              | 10              | 5               | 11                   |        | 2                 | 51     | 3      | 11      |
| Starts              | 4               | 26              | 53              | 21              | 8               | 28                   | 26     | 6                 | 172    | 3      | 11      |
| Stand: Karriereende |                 |                 |                 |                 |                 |                      |        |                   |        |        |         |

### Weltcup-Gesamtplatzierungen
| Saison    | Gesamt | Gesamt | Distanz | Distanz | Sprint | Sprint |
| Saison    | Punkte | Platz  | Punkte  | Platz   | Punkte | Platz  |
| --------- | ------ | ------ | ------- | ------- | ------ | ------ |
| 1995/96   | 27     | 50.    | -       | -       | -      | -      |
| 1996/97   | 42     | 44.    | -       | -       | 3      | 71.    |
| 1997/98   | -      | -      | -       | -       | -      | -      |
| 1998/99   | 20     | 66.    | -       | -       | -      | -      |
| 1999/2000 | 12     | 97.    | -       | -       | -      | -      |
| 2000/01   | 152    | 31.    | -       | -       | -      | -      |
| 2001/02   | -      | -      | -       | -       | -      | -      |
| 2002/03   | -      | -      | -       | -       | -      | -      |
| 2003/04   | 62     | 65.    | 62      | 42.     | -      | -      |
| 2004/05   | 79     | 54.    | 79      | 32.     | -      | -      |
| 2005/06   | 34     | 102.   | 34      | 70.     | -      | -      |
| 2006/07   | 4      | 154.   | 4       | 101.    | -      | -      |
| 2007/08   | 135    | 49.    | 135     | 28.     | -      | -      |
| 2008/09   | 118    | 56.    | 118     | 34.     | -      | -      |
| 2009/10   | 47     | 100.   | 47      | 59.     | -      | -      |
| 2010/11   | 43     | 92.    | 39      | 53.     | -      | -      |
| 2011/12   | 71     | 70.    | 71      | 44.     | -      | -      |
| 2012/13   | 40     | 92.    | 40      | 58.     | -      | -      |
| 2013/14   | 51     | 87.    | 35      | 64.     | -      | -      |
| 2014/15   | 58     | 82.    | 58      | 49.     | -      | -      |